# Vojislav Stanimirović (tội phạm)
Vojislav Stanimirović (sinh ngày 19 tháng 3 năm 1937, mất ngày 13 tháng 6 năm 2022) là một nhà báo người Mỹ gốc Serbia và tội phạm một thời, nổi tiếng nhất với vai trò chủ mưu trong Vụ trộm Vizcaya. Ông di cư sang Hoa Kỳ vào năm 1952. Stanimirović sau đó cũng dính líu tới YACS và Pink Panthers, một trong số các nhân vật mafia Serbia. Ông là cha của Pavle Stanimirović. Ông qua đời vì ung thư trung biểu mô vào ngày 13 tháng 6 năm 2022 tại Novi Sad, Serbia.

## Vụ trộm Vizcaya
Vào ngày 22 tháng 3 năm 1971, ba người từ thành phố New York đã đột nhập Villa Vizcaya ở Miami và đánh cắp các tác phẩm nghệ thuật và các mặt hàng bằng bạc, một số trong đó có giá trị lịch sử, với tổng giá trị khoảng 1.500.000 đô la Mỹ. Bộ ba tên trộm đồ trang sức này đã bị bắt vào ngày 25 tháng 3 năm 1971.
Sở cảnh sát New York (NYPD) đã đột kích căn hộ sang trọng ở Manhattan của Vojislav Stanimirović và vợ Branka, và bắt giữ họ. Đồng phạm của cặp vợ chồng, Aleksandar Karanović, cũng bị bắt, và cả ba đều bị buộc tội nghi ngờ đánh cắp tài sản và sở hữu vũ khí nguy hiểm.
Khoảng 250.000 đô la Mỹ hàng hóa bị đánh cắp đã được thu hồi từ căn hộ của Stanimirovićs. Hạ sĩ cảnh sát Connolly tuyên bố rằng trong số các đồ vật bị trộm có một chiếc bát bạc từng thuộc về Napoleon Bonaparte và gần như vô giá. Theo Connolly, ba thủ phạm đã bị theo dõi trong bốn tháng vì những vụ trộm đồ trang sức không liên quan mà họ đã thực hiện ở Khu Kim cương Manhattan. Đại úy Thomas Kissane của NYPD nói rằng phần lớn các vật phẩm quý giá bị đánh cắp từ Vizcaya chưa bao giờ được tìm lại.